# Nant Benin

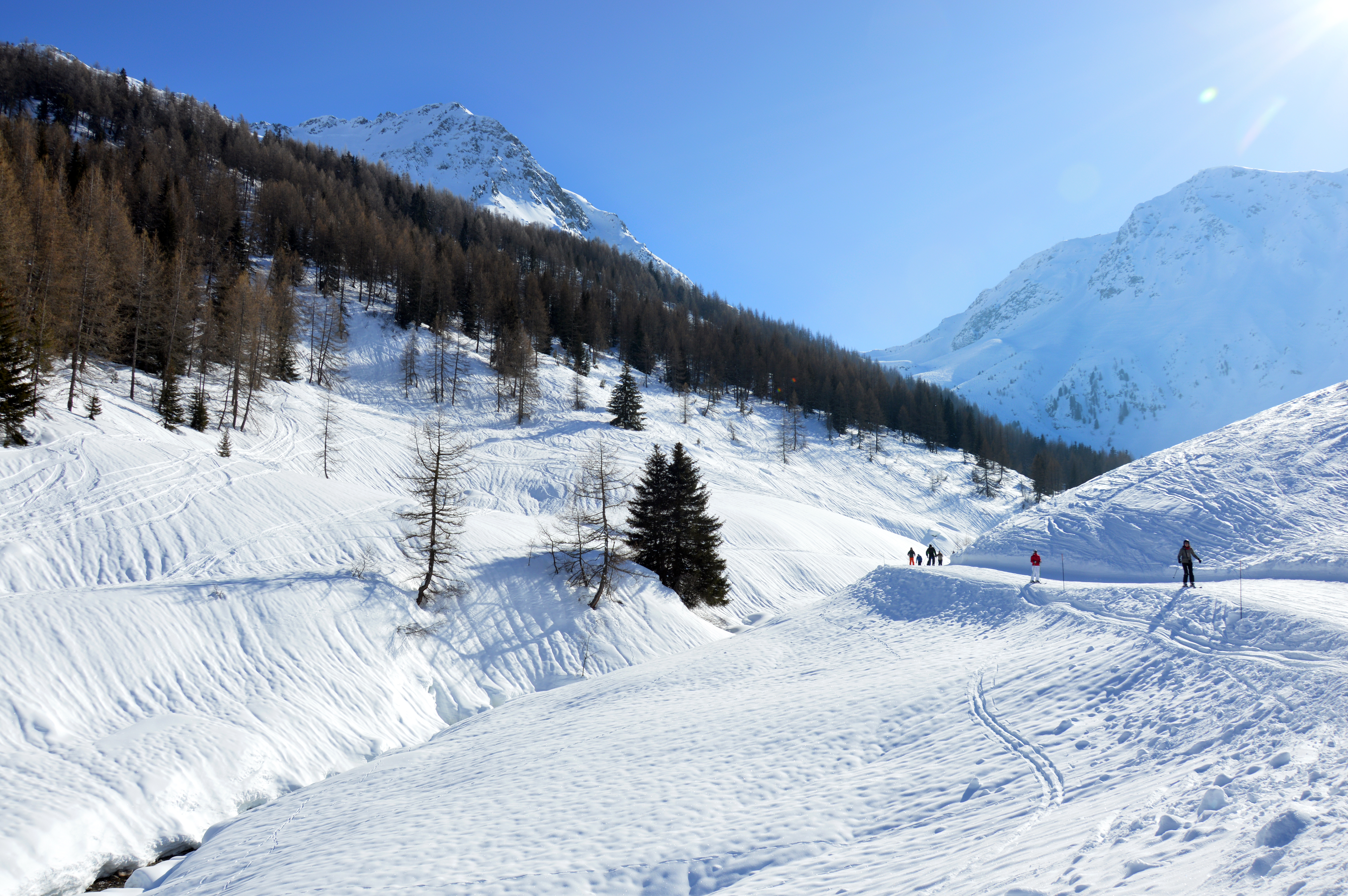
Skiërs glijden langs de Nant Benin in de schaduw van de Roche de Mio in La Plagne.

De Nant Benin of de Torrent des Esserts is een waterloop in de Franse Alpen. Ze ontspringt onder de Col de Frête op 2450 meter hoogte in het Vanoisemassief, in de gemeente La Plagne Tarentaise in het departement Savoie. 8 kilometer verder noordwaarts en bijna 1000 meter lager voegt ze zich bij de Ponturin. Het is een van weinig Franse bergrivieren die zo goed als volledig natuurlijk is gebleven; ze is nergens ingedijkt of afgedamd en loopt voor 98% door natuurlandschap. Een deel van de loop ligt in een aanhechtingsgebied van het Parc national de la Vanoise. In de winter wordt er in de westelijke helft van het stroomgebied, in de schaduw van de Roche de Mio, geskied in het wintersportgebied La Plagne (Paradiski).